# Heaven 17
Heaven 17 es un grupo británico originario de Sheffield. Fueron una de las bandas pioneras del synth pop en la década de 1980.

## Historia
Después de la salida de Ian Craig Marsh y Martyn Ware de The Human League formaron B.E.F., proyecto de música experimental con sintetizadores. Iniciaron casi a la vez un nuevo proyecto más convencional que sería Heaven 17 en octubre de 1980. Tomaron el nombre de una novela de Anthony Burgess llamada La naranja mecánica.
Enlistaron en 1981 a su viejo amigo Glenn Gregory para la voz del grupo y grabaron el sencillo (We don't need this) Fascist Groove Thang salido al aire en 1981. Este tema utilizó como base una composición de B.E.F., llamada Groove Thang al cual se le agregaron cambios y letra (ya que era instrumental).
Tiempo después el grupo edita su primer álbum, Penthouse and Pavement, en septiembre de 1981, que llegó al Top 20 en las listas británicas.
Después de un receso editan en octubre de 1982 el sencillo Let Me Go, uno de sus grandes éxitos.
A principios de 1983 el sencillo Temptation llegó al n.º 2 en el Reino Unido. El 8 de abril de 1983 es lanzado su segundo álbum, The Luxury Gap, su trabajo más exitoso y vendido, llegando al n.º 4 en las listas de su país.
En septiembre de 1984 es lanzado How Men Are, el tercer álbum del grupo que llegó al número 12 y tuvo un nivel de ventas similar a The Luxury Gap.
En 1986 son lanzados algunos sencillos antes del lanzamiento de Plesure One en noviembre de ese año que no tuvo el éxito de sus predecesores. 
En septiembre de 1988 lanzan el último álbum antes de separarse, Teddy Bear, Duke and Psycho. Posteriormente el grupo de disolvió.
Cada uno se dedicó a sus propios proyectos y Martín Ware con Ian Craig Marsh retoman B.E.F.
En 1996 se vuelven a reunir como grupo y lanzan el álbum Bigger Than America e inician una gira en la cual hacen de banda soporte para Erasure durante 1997. 
En junio de 1999 son lanzados Live At Last y How Live Is, ambos en vivo.
El 6 de septiembre de 2005 se lanzó un nuevo álbum de estudio llamado Before/Alter.

## Integrantes

### Formación actual
- Martyn Ware, nacido el 19 de mayo de 1956, en sintetizadores.
- Glenn Gregory, nacido el 16 de mayo de 1958, en la voz.

### Exintegrantes
- Ian Craig Marsh, nacido el 11 de noviembre de 1956, en sintetizadores.

## Discografía

### Álbumes
- Penthouse and Pavement (septiembre de 1981)
- The Luxury Gap (abril de 1983)
- How Men Are (septiembre de 1984)
- Pleasure One (noviembre de 1986)
- Teddy Bear, Duke and Psycho (septiembre de 1988)
- Bigger Than America (septiembre de 1996)
- Retox/Detox (julio de 1998)
- Live At Last (junio de 1999)
- How Live Is (octubre de 1999)
- Before/After (septiembre de 2005)

### Sencillos y EP
- (We don’t need this) fascist groove thang (marzo de 1981)
- I’m your Money (mayo de 1981)
- Play To Win (agosto de 1981)
- Penthouse and Pavement (noviembre de 1981)
- The Height of the Fighting (1981)
- Let Me Go (octubre de 1982)
- Temptation (abril de 1983)
- Who’ll Stop the Rain (1983)
- We Live So Fast (abril de 1983)
- Come Live With Me (junio de 1983)
- Crushed by the wheels of industry (septiembre de 1983)
- Sunset Now (1984)
- This is Mine (octubre de 1984)
- …(and that’s no lie) (enero de 1985)
- The Foolish Thing To Do (abril de 1986)
- Contenders (octubre de 1986)
- Trouble (noviembre de 1986)
- The Ballad of Go-go brown (marzo de 1988)
- Train of Love in Motion (octubre de 1988)
- Temptation (remezcla, noviembre de 1992)
- (We don’t need this) fascist groove thang (remezcla, febrero de 1993)
- Penthouse and Pavement (remezcla, marzo de 1993)
- Higher and Higher (1993)
- Executive Summary (1996)
- Designing Heaven (septiembre de 1996)
- We Blame Love (1997)
- (With this right) let me go (agosto de 1998)
- Retox/Detox (álbum sampler, noviembre de 1998)
- Temptation ’99 (1999)